# Sinagoga Shearith Israel di New York
Lo sinagoga Shearith Israel di New York, così chiamata dal nome della congregazione che vi si riunisce, è una sinagoga tardo-ottocentesca, in stile neoclassico. Completata nel 1897 e situata all'angolo tra la Seventieth Street e Central Park West, è una delle più antiche e importanti sinagoghe di New York e degli Stati Uniti.

## Storia
La congregazione Shearith Israel può vantare di essere la più antica comunità ebraica non solo di New York ma di tutti gli Stati Uniti. La congregazione venne formata da un nucleo di 23 coloni ebrei sefarditi di origine portoghese che arrivarono nella colonia olandese di New Amsterdam (oggi New York) nel settembre 1654, dopo aver abbandonato Recife (sede a sua volta di una fiorente comunità ebraica durante la dominazione olandese e nella quale era stata aperta, nel 1637, la prima sinagoga delle Americhe, la Kahal Zur Israel) a causa della riconquista da parte dei portoghesi del Brasile olandese, temendo ondate persecutorie istigate dall'Inquisizione.
La sinagoga sulla Seventieth Street è il quinto edificio sinagogale costruito dalla comunità, a cominciare dalla sinagoga Mill Street di New York che, edificata nel 1730, fu in assoluto la prima sinagoga ad essere realizzata nel continente nordamericano. Seguirono la sinagoga nuova Mill Street di New York (1818), la sinagoga Crosby Street di New York (1834), e la sinagoga Nineteenth Street di New York (1860). Tutti questi edifici sono oggi scomparsi.
A fine Ottocento la crescita della comunità e gli spostamenti demografici determinati dall'espansione della città richiedevano la costruzione di un nuovo edificio di culto più ampio ma anche più convenientemente situato.
Il progetto fu affidato a Arnold Brunner, un noto architetto ebreo newyorchese. Nel periodo in cui le congregazioni ebraiche riformate costruivano sinagoghe di stile neomoresco, neoromanico o neogotico, la scelta cadde invece sullo stile neoclassico come segno dell'attacamanto della comunità alla tradizione.
La facciata ha una fronte neoclassica con quattro alte colonne corinzie con timpano, che inquadrano i tre portali sovrastati ciascuno da una grande finestra a vetrata. Il motivo si ripete all'interno, ricco di colonne e marmi, con un soffitto a cassettoni e grandi vetrate. La decorazioni sono opera di grande eleganza di Louis Comfort Tiffany, che ha creato non solo le vetrate ma anche l'intero design interno e la combinazione di colori.
Nel 1902 la congregazione aggiunse l'edificio attiguo su Central Park West, adibito ai servizi della comunità.
Da oltre 100 anni la sinagoga opera a pieno ritmo come uno dei centri religiosi, culturali ed educativi dell'ebraismo newyorchese.
Tre lapide poste sull'angolo della sinagoga ricordano la storia della congregazione e dell'edificio. Risalgono rispettivamente al 1897 (in memoria della dedicazione della sinagoga), al 1954 (in celebrazione dei 300 anni di vita della congregazione), e al 1975 (a riconoscimento del carattere di monumento storico dell'edificio da parte della città di New York).

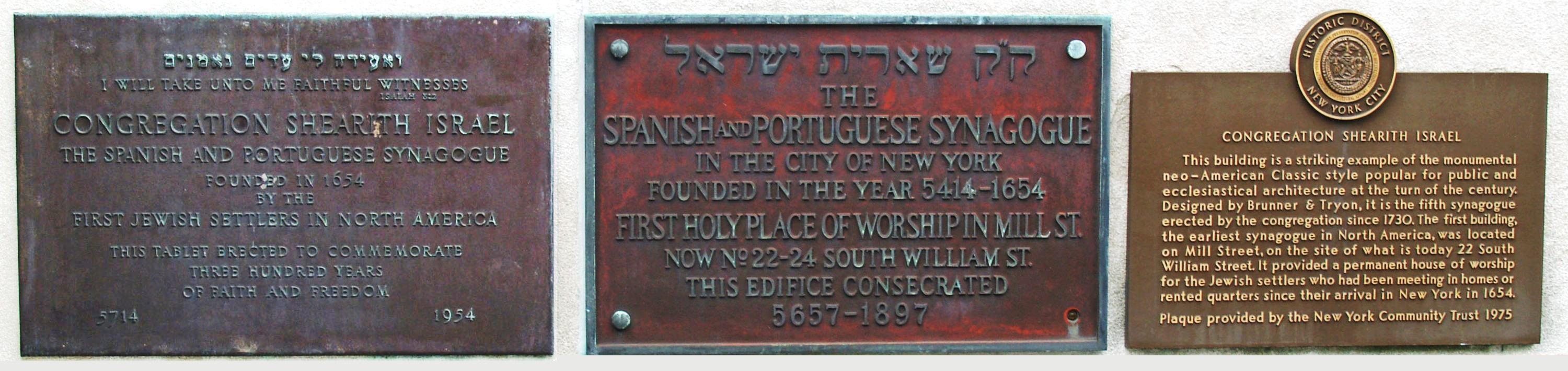